# Mrizigue
Mrizigue (àrab امريزيڭ) és una comuna rural de la província de Settat de la regió de Casablanca-Settat. Segons el cens de 2014 tenia una població total de 8.376 persones.